# 博伊科維采

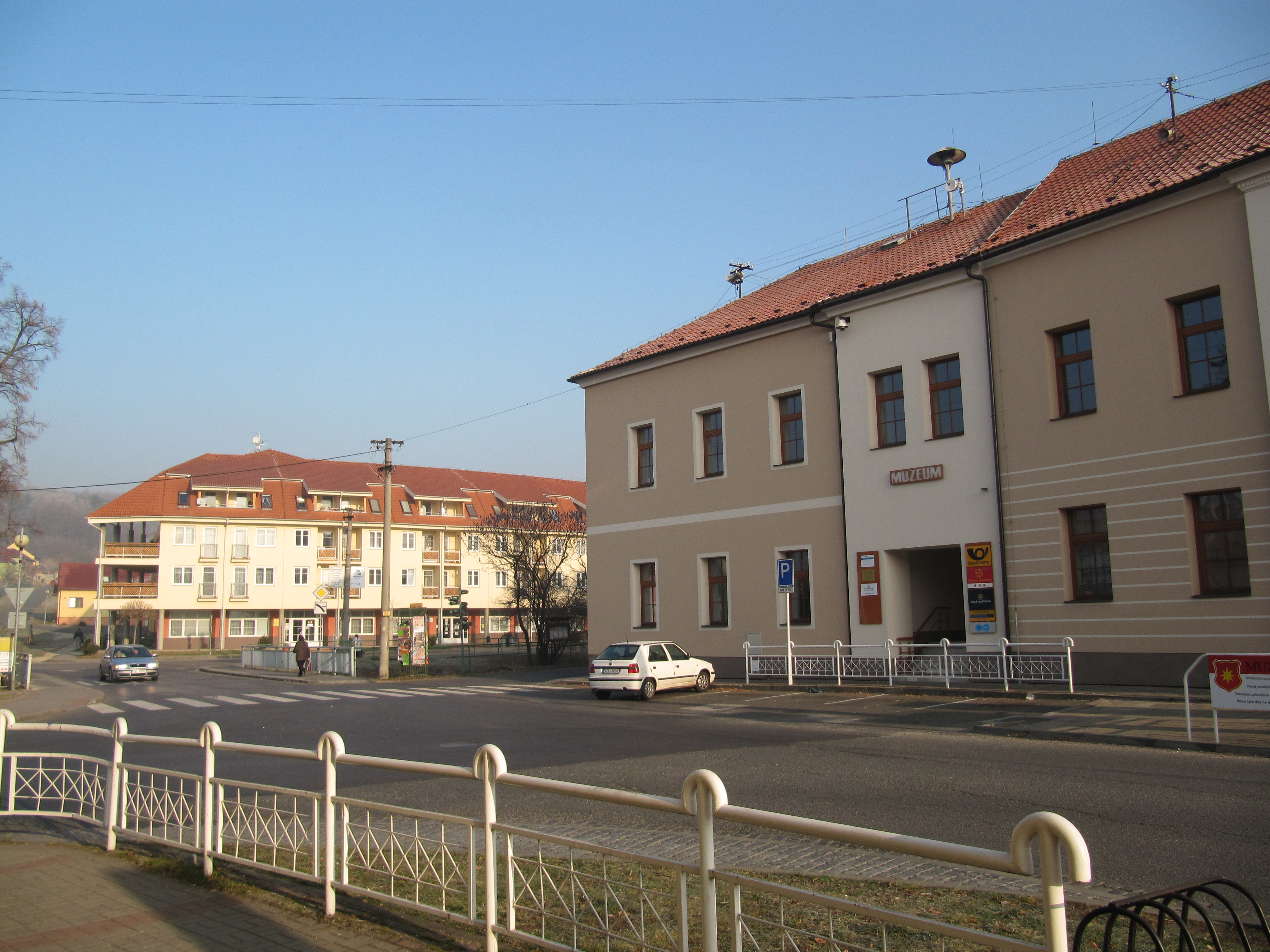
博伊科维采的博物馆

博伊科維采是捷克的城鎮，位於該國東部，距離烏赫爾布羅德約12公里，由茲林州負責管轄，面積41.85平方公里，海拔高度272米，2006年人口達4,662。

## 外部連結
- Official site Bojkovice city*（页面存档备份，存于）
- Slovácko Official Site（页面存档备份，存于） - also in English, German, Polish and Slovak
- Folklore ensemble Svetlovanek- Official Site - also in English, German